# Abu-Assida Muhàmmad II
Abu-Abd-Al·lah Muhàmmad (II) Abu-Assida (àrab: أبو عبد الله محمد أبو عصيدة, Abū ʿAbd Allāh Muḥammad Abū ʿAṣīda) fou fill pòstum de Yahya II al-Wàthiq, emir hàfsida com a successor del seu cosí primer Abu-Hafs Úmar I el 1295.
Va nomenar visir al xeic almohade Ibn al-Lihyaní i va tractar de sotmetre al seu oncle Abu-Zakariyyà Yahya (III) que governava a Bugia. Aquest estava ara en dificultats perquè els marínides havien imposat la seva sobirania a Alger i havien conquerit la Mitidja, i van assetjar Bugia el 1300. Abu-Zakariyyà va morir el 1301 i el va succeir el seu fill Abu-l-Baqà Khàlid, que es va acostar a Abu-Assida, amb el qual finalment va arribar a un acord; es va signar un tractat pel qual el primer que morís seria succeït per l'altra (1307 o 1308). A partir del 1306 els àrabs Ku'ub es van revoltar contra Abu Assida i encara que foren dominats van ocasionar greus aldarulls. Amb Catalunya-Aragó-Sicília les relacions no foren bones deguts a la qüestió del tribut i a l'ocupació de Gerba. Va morir el 1309 i segons el tractat signat amb el seu nebot Abu-l-Baqà Khàlid I aquest havia de ser proclamat emir, però un fill d'Abu Faris ben Ibrahim I, de nom Abu Yahya Abu Bakr I al-Shahid fou proclamat pels xeics almohades de Tunis.